# Interferômetro de Mach-Zehnder

Animação didática ilustrando o funcionamento de um Interferômetro de Mach-Zehnder atuando com fótons individuais demonstrando um comportamento dual de detecção de acordo com o posicionamento dos detectores.

O interferômetro de Mach-Zehnder é um interferômetro gerador de interferência óptica através de divisão de amplitude. Ele foi proposto pela primeira vez em 1891 por Ludwig Zehnder, que estava interessado em estudar o efeito de variações de pressão sobre o índice de refração da água. O mesmo aparato foi novamente proposto um ano depois, de forma independente, por Ludwig Mach como ferramenta para estudar dinâmica de gases não estacionária. Ele é construído para determinar as diferenças de fase relativas a dois raios de luz devido a variações do caminho óptico percorrido por eles, que geralmente são causadas por uma mudança no tamanho dos braços do interferômetro ou pela inserção de um alterador de fase.